# ルーフトップ・コンサート
ルーフトップ・コンサート (The Beatles' rooftop concert) は、1969年1月30日にビートルズがイギリス・ロンドンのサヴィル・ロウにあったアップル・コア本社の屋上で40分余にわたって行った非公開の生演奏である。「コンサート」と名付けられているが、実際はアルバム制作のために行われた録音の一環であったため、事前に告知されることはなく、関係者を除き観客もいなかった。
ドキュメンタリー映画制作のための撮影も同時に行われており、その一部は1970年に上映されたドキュメンタリー映画『レット・イット・ビー』で公開された。また2021年11月にディズニープラスから配信されたドキュメンタリー映画『ザ・ビートルズ: Get Back』では全演奏が公開された。
一方で音源の一部は1970年に発売されたアルバム『レット・イット・ビー』に収録された。2022年1月28日には音源の完全版が『Get Back (Rooftop Performance)』としてストリーミングによる音楽配信が開始された。

## 当日に至る経緯
新曲の公開演奏のための予行として1969年1月2日からトゥイッケナム映画撮影所で始まった、いわゆる「ゲット・バック・セッション」は、ジョージ・ハリスンの一時的な離脱を経て、新しいアルバムの録音作業に変更された。1月21日にメンバー4人はサヴィル・ロウのアップル・コア本社に場所を移し、地下のスタジオで正式な録音に取りかかった。1月22日にはハリスンがビリー・プレストンをキーボーディストとして招聘した。
こうした状況の中、ポール・マッカートニーとドキュメンタリー映画制作のために撮影を行っていたマイケル・リンゼイ＝ホッグは、公衆の前での生演奏でもって「ゲット・バック・セッション」を完結するという望みを依然として抱いていた。ビートルズの伝記作家である研究者のマーク・ルイソンによれば、ルーフトップ・コンサートの発案者は不明とされるが、提案自体は当日のわずか数日前にもたらされた。プレストンは「アップル・コアの屋上で演奏を行うという案はジョン・レノンによるものだった」と振り返っている。リンゴ・スターは「どこかでコンサートを行うことは決まっていた。パラディウムとかサハラ砂漠とかいろいろ候補が出てきたけど、機材のことを考えて屋上でやることに決まった」と証言。またリンゼイ＝ホッグによる案とする説も存在する。ビートルズのエンジニアを務めたグリン・ジョンズは自伝『サウンド・マン』の中でアイデアを出したのは自分だとし、こう述べている。「全員で3階に集まり、昼食をとっていたときのこと。そこの建物と特徴についてリンゴと話していたところ、彼から不意に、屋上に行ったことはあるかと聞かれた。ロンドンのウェスト・エンドが見渡せて、良い眺めなのだという。リンゴはわたしとマイケル・リンゼイ＝ホッグを連れて上に向かい、広々とした平らな屋上と南西に延びる街の壮観な景色を見せてくれた。わたしはそこで思いついたことを口にした。大人数を相手にやりたいと思っているなら、この屋上でウェスト・エンド全域に向けてやったらどうだろう。下に降りてその案をみんなに伝えたところ、短い話し合いの末、それで行くことに決まった」。ロードマネージャーのマル・エヴァンズは1月26日付の自身の日記に、「昼食のあと、新鮮な空気を吸うために屋上に上がったあとで」アイデアが浮かんだと書き記している。

## 当日
マル・エヴァンズの手配により、アップル・コア社屋の屋上に機材が設置された。グリン・ジョンズとアシスタント・エンジニアのアラン・パーソンズは、強風のために生じる雑音を避けるために、地元のマークス&スペンサーで女性用のストッキングを購入し、マイクに被せた。
本番は12時30分の開始を予定していたが、ハリスンとスターが参加を渋っていたため、その時刻になってやっとメンバー4人とプレストンが屋上に現れた。12時40分ごろから始まった本番では「ゲット・バック」、「ドント・レット・ミー・ダウン」、「アイヴ・ガッタ・フィーリング」、「ワン・アフター・909」、「ディグ・ア・ポニー」の5曲が計9テイク演奏されたほかに、「アイ・ウォント・ユー」と「女王陛下万歳」の短いジャムが演奏された。また、レノンは曲の合間に「ダニー・ボーイ」と「A Pretty Girl Is Like a Melody」の短いフレーズを歌った。
白昼のビジネス街で突如始まった大音量の演奏により、道路には屋上を見上げる群衆が集まった。また近隣のビルの屋上にも人だかりができ、中には梯子で屋上に登って見物する人も現れた一方、彼らの演奏を迷惑がる人も少なくなく、警察には数十件の通報が寄せられた。騒動が起こることを予測していたホッグは、事前にビル近隣の道路にカメラとインタビュアーを配置し、様々な感想を語る人々を撮影した。
本番開始からしばらくして、通報を受けたロンドン市警察のレイ・ダッグ巡査とレイ・シェイラー巡査が臨場した。2人は逮捕の可能性があることを警告しつつ音量を下げるよう指示したが、応対した関係者の計らいによって演奏は続けられた。そこで2人は屋上へ上がり、「ドント・レット・ミー・ダウン」(テイク2)が演奏される中でエヴァンスと交渉を始めた。ビートルズとプレストンは、屋上に現れた警察官を尻目に演奏を続けたが、最終曲の「ゲット・バック」(テイク3)に差し掛かると、遂に警察官の指示をのんだエヴァンズがレノンとハリスンのギターに繋がるアンプの電源を落とした。しかしハリスンが自らアンプを再起動して演奏を続けると、エヴァンズもレノンのアンプを起動した。「ゲット・バック」の演奏が終わると、最後にレノンが"I'd like to say "Thank you" on behalf of the group and ourselves and I hope we passed the audition.（グループを代表し「ありがとう」を申し上げます。オーディションに通ると良いのですが）"と冗談を言い、42分間の「公演」を終了した。この件で逮捕などの措置はなかったが、後にスターは「警官に羽交い締めにされて逮捕され、そのシーンを映画のラストに使いたかった…」と語っている。
ルーフトップ・コンサートは正規の公演ではなかったが、1966年8月29日のサンフランシスコ公演以来、一般人がビートルズの生演奏を聴ける最後の機会となった。

## 発表

### 音源
アップル社の地下スタジオにある2台の8トラックレコーダーを使い、レベル調整のために演奏された「ゲット・バック」（リハーサル）と、「ディグ・ア・ポニー」終了後のテープ交換時の僅かな時間を除き、5曲（テイク数は9）の演奏を含む音声がグリン・ジョンズとアラン・パーソンズによって録音された。

#### 『レット・イット・ビー（オリジナル版）』
1970年5月に発売されたアルバム『レット・イット・ビー』には、このライヴから以下の3曲が収録されていた。
- 「ディグ・ア・ポニー」
イントロとアウトロに歌われていた「All I want is you」のフレーズが編集でカットされている[23]。
- 「アイヴ・ガッタ・フィーリング」（テイク1）
- 「ワン・アフター・909」
演奏後に即興でレノンが歌った「ダニー・ボーイ」も収録されている。

#### 『ザ・ビートルズ・アンソロジー3』
1996年10月に発売されたコンピレーション・アルバム『ザ・ビートルズ・アンソロジー3』には、このライヴから「ゲット・バック」（テイク3）が収録されていた。

#### 『レット・イット・ビー...ネイキッド』
2003年11月に発売されたリミックス・アルバム『レット・イット・ビー...ネイキッド』には、このライヴから以下の4曲が収録されていた。
- 「ディグ・ア・ポニー」
オリジナル版と同様に、イントロとアウトロの「All I Want Is You」はカットされている[23]。
- 「アイヴ・ガッタ・フィーリング」（テイク1＋テイク2）
2回の演奏を繋ぎ合わせている[25]。エンディングにレノンが「雨の日の女」をさりげなく挿入している。
- 「ワン・アフター・909」
「ダニー・ボーイ」の即興演奏がカットされている。
- 「ドント・レット・ミー・ダウン」（テイク1＋テイク2）
2回の演奏を繋ぎ合わせている[26]。

#### 『レット・イット・ビー (スペシャル・エディション)』
オリジナル版収録の3曲の他に、2CDデラックス、スーパー・デラックスのディスク2に「ドント・レット・ミー・ダウン」（テイク1）が収録された。
なお、2020年の時点ではルーフトップ・コンサートの完全版も収録される予定であったが、除外されてしまった。

#### 『Get Back (Rooftop Performance)』
2022年1月27日、突如翌日から「ルーフトップ・コンサート」の完全版がニュー・ステレオ・ミックスとドルビーアトモス・ミックスで全世界にストリーミング配信が開始されることが発表された。リミックスはジャイルズ・マーティンとサム・オケルによって行なわれた。
| #         | タイトル                                                                 | 作詞・作曲                                                         | リード・ボーカル                      | 時間  |
| --------- | ------------------------------------------------------------------------ | ------------------------------------------------------------------ | ------------------------------------- | ----- |
| 1.        | 「ゲット・バック（テイク1）」(Get Back (Take 1))                         | レノン＝マッカートニー                                             | ポール・マッカートニー                | 4:43  |
| 2.        | 「ゲット・バック（テイク2）」(Get Back (Take 2))                         | レノン＝マッカートニー                                             | ポール・マッカートニー                | 3:24  |
| 3.        | 「ドント・レット・ミー・ダウン（テイク1）」(Don't Let Me Down (Take 1))  | レノン＝マッカートニー                                             | ジョン・レノン                        | 3:22  |
| 4.        | 「アイヴ・ガッタ・フィーリング（テイク1）」(I've Got A Feeling (Take 1)) | レノン＝マッカートニー                                             | ポール・マッカートニー ジョン・レノン | 4:44  |
| 5.        | 「ワン・アフター・909」(One After 909)                                   | レノン＝マッカートニー                                             | ジョン・レノン ポール・マッカートニー | 3:09  |
| 6.        | 「ディグ・ア・ポニー」(Dig A Pony)                                       | レノン＝マッカートニー                                             | ジョン・レノン ポール・マッカートニー | 5:52  |
| 7.        | 「ゴッド・セイヴ・ザ・クイーン（ジャム）」( God Save the Queen (Jam))    | イギリス国歌（編曲：レノン＝マッカートニー＝ハリスン＝スターキー） |                                       | 0:26  |
| 8.        | 「アイヴ・ガッタ・フィーリング（テイク2）」(I've Got A Feeling (Take 2)) | レノン＝マッカートニー                                             | ポール・マッカートニー ジョン・レノン | 5:35  |
| 9.        | 「ドント・レット・ミー・ダウン（テイク2）」(Don't Let Me Down (Take 2))  | レノン＝マッカートニー                                             | ジョン・レノン                        | 3:30  |
| 10.       | 「ゲット・バック（テイク3）」(Get Back (Take 3))                         | レノン＝マッカートニー                                             | ポール・マッカートニー                | 3:47  |
| 合計時間: | 合計時間:                                                                | 合計時間:                                                          | 合計時間:                             | 38:32 |

### 映像
撮影には、演奏場面をいくつかの角度から撮影するためにアップル社の屋上に5台、向かいのビルの屋上に1台、人々の反応を撮るために路上に3台、そして受付ロビーに1台と、合計10台のカメラが使用された。これにより、直前の準備から終了後までを含む全てが記録された。

#### 『レット・イット・ビー』
1970年5月20日に公開された映画『レット・イット・ビー』には、このライヴから以下の6曲が収録されていた。
- 「ゲット・バック」（テイク1＋テイク2）
"Mummy is waiting. And high heel shoes and a low-neck sweater. Get back, Loretta. Get back!（母ちゃんも待ってるぜ。ハイヒールとローネックのセーターもな。帰れロレッタ！）"と2ヴァース後の間奏で入れている。また、街行く人々が演奏に気付き、近くのビルの屋上に登って、またはアップルの屋上に侵入して見学に来る様子が写っている。演奏後、レノンが「デイジー、モリスとトミーのリクエストでした」とアナウンスしている[32]。
- 「ドント・レット・ミー・ダウン」（テイク1）
レノンが2番の歌詞を忘れて、"And all is real, she got bleed blue jay gold" と適当に意味のない単語の羅列を口ずさんでしまい、後方でスターが笑っている。
- 「アイヴ・ガッタ・フィーリング」（テイク1）
「素晴らしいグループです」と答える老人や、「タダで聴けてラッキー」と答える若者、「何のつもりなの？」と怒る婦人、「新曲かい？いいね」と答えるタクシー運転手、「音楽はいいが、然るべき場所でやってもらいたい。ビジネスエリアを混乱させないでほしい」と答える紳士など、道行く人々がインタビューに答えている映像が挿入されている。
- 「ワン・アフター・909」
アルバム『レット・イット・ビー』とほぼ同じ。終了後にジョンが「ダニー・ボーイ」を歌う。
- 「ディグ・ア・ポニー」
レノンが「カンペを持っててくれ」と言い、演奏が始まる。スターは休憩してたばこを吸っていたところでカウントが始まったため、いったん制止する。冒頭とラストに "All I Want Is You" が入る。マル・エヴァンスの助手のケヴィン・ハリントンが歌詞が書かれた画用紙を持って、ジョンの前にかがんでいる。警察がアップル本社に訪れ、エヴァンスが中へ入れる様子が挿入されている。
- ゲット・バック（テイク3）
レノンがオブリガートのフレーズを間違えている。警察の指示に従い、エヴァンスがギターのアンプの電源を切るが、ハリスンが電源を入れ直し、それを見たエヴァンスもレノンの電源を入れ直す[注釈 3]。その後、マッカートニーがこの状況について "You've been playing on the roofs again, and that's no good, 'cause you know your Mummy doesn't like that ... she gets angry ... she's gonna have you arrested! (また屋根の上で遊んでいたのか、ママが嫌がってるの知ってるでしょ、逮捕されちゃうぞ！)"と歌った[33]。

1981年になってアブコ・レコードが主導してマグネティック・ビデオ社からVHS、ベータマックス、レーザーディスクで発売された。しかし、アップル社の許諾がなかったことが判明し発売中止となった後は、ビートルズ関連の映画の中で唯一公式発売されることがなかった。2019年1月の『ザ・ビートルズ: Get Back』プレス・リリースでオリジナルのレストア版の公開予定があることが明らかになったが、その後しばらくの間、新たな告知はされなかった。2024年5月になって『ザ・ビートルズ：Get Back』と同じ技術でリマスターされたオーディオを採用して、Disney+で配信されることが正式に発表された。

#### 『ザ・ビートルズ: Get Back』
屋上ライヴから50年にあたる2019年1月30日に「ゲット・バック・セッション」の未公開映像と音声を素材としたピーター・ジャクソン監督による新作映画の制作が発表された。2020年3月には配給権をウォルト・ディズニー・スタジオが獲得したこと、題名が『ザ・ビートルズ: Get Back』であること、9月にアメリカとカナダで先行上映されることが発表された。ところが新型コロナウイルス感染症（COVID-19）流行の影響で公開は1年延期されることになり、さらに2021年6月には劇場公開から全3話・合計6時間に及ぶ動画配信への変更と11月25日からの配信が告知された。
50年以上経過した映像と音声の修復には最新技術が使われた。退色した映像はジャクソンが第一次世界大戦のドキュメンタリー映画『彼らは生きていた』制作時に開発したソフトウェアを活用。モノラル・テープに録音された音声はAIを用いた機械学習プログラムを新たに開発し、会話と楽器の音を分離することに成功した。
配信開始に先立ち、11月16日にロンドン、18日にはロサンゼルスで、「ルーフトップ・コンサート」の全編（約45分）を含む約100分にまとめられた特別版がプレミア上映された。27日から配信された第3部（139分）で「ルーフトップ・コンサート」の全編が放映された。なお2022年4月には3枚組ブルーレイ、DVDでの発売が予定されていたが二回延期され、7月13日に発売された。

#### 『ザ・ビートルズ: Get Back (Rooftop Performance)』
配信ドキュメンタリー映画『ザ・ビートルズ: Get Back』内で公開されていた「ルーフトップ・コンサート」の全編を含む約65分の映像が、2022年1月30日にロンドンと全米のIMAXシアターで1日限定上映された。その後世界各国でも期間限定で公開された。

## 参加メンバーと使用機材
ビートルズ
- ジョン・レノン - エピフォン・カジノ（1965年製、ナチュラルカラー）
- ポール・マッカートニー - カール・ヘフナー・500-1（1962年製）
- ジョージ・ハリスン - フェンダー・テレキャスター（オールローズ）
- リンゴ・スター - ラディック・ハリウッド

外部ミュージシャン
- ビリー・プレストン - フェンダー・ローズ 

## 他のアーティストへの影響
ビートルズの解散以降、様々なアーティストが「ルーフトップ・コンサート」を参考にした映像作品の発表やライヴ・パフォーマンスを行っている。そのほとんどが単なるパロディではなく、オマージュとなっている。
- 1978年3月22日に全米NBC系列で放送された、ビートルズのパロディ・バンドであるラトルズのテレビ映画『オール・ユー・ニード・イズ・キャッシュ』における「Get Up and Go」のシーンは、「ルーフトップ・コンサート」の映像を模倣しており、同様のカメラアングルを使用している[43]。
- U2は、1987年3月27日に「ホエア・ザ・ストリーツ・ハヴ・ノー・ネイム」のミュージック・ビデオを、「ルーフトップ・コンサート」に倣ってロサンゼルス市街地、メイン・ストリート7番街にあるリパブリック・リカー・ストアのビル屋上でゲリラ撮影を行った[44]。通行人が多く集まり、交通渋滞を引き起こしたため、警察が出動する騒ぎとなった[32]。
- マンチェスターのインディー・バンド、ジェームスは、「ルーフトップ・コンサート」22周年記念日（1991年1月30日）にピカデリーのホテルの屋上で同様のライヴを行った。バンドは5曲を演奏したが、ラリー・ゴットの指がフレットボードに凍りついてしまったため、セットを終了せざるを得なかったと言われている[45]。
- 1993年9月30日にフォックス放送で放映されたテレビアニメ『ザ・シンプソンズ』の第5シリーズ第1話「夢のカルテット」で、ホーマー率いるグループ「ザ・ビーシャープス」が居酒屋Moe's Tavernの屋上でライヴを行うというシーンがある。このエピソードにゲスト出演したジョージ・ハリスンが「もう終わったことだ！」と呆れるように言うシーンが映し出される。曲が終わり、クレジットが始まるとホーマーはレノンのジョークを繰り返し、バーニーが「I don't get it」と言うまで皆で笑っている[46]。
- 2007年に公開されたミュージカル映画『アクロス・ザ・ユニバース』においても、デイナ・ヒュークス演じるセディが率いるバンドがニューヨークで屋上ライヴを行っている最中に、ニューヨーク市警によって中止させられるシーンがある[47]。
- 2009年1月にトリビュート・バンドのブートレッグ・ビートルズが開催40周年を記念したコンサートを旧アップル・コアの屋上で行おうとしたが、権利上の問題からウェストミンスター市議会から許可が下りず、キャンセルとなった[48]。
- 2009年7月15日に放送されたCBS『レイト・ショー・ウィズ・デイヴィッド・レターマン』にマッカートニーが出演し、「ルーフトップ・コンサート」を模する形でエド・サリヴァン・シアターの入口の屋根の上にサプライズ・ミニコンサートを行った[49][50]。
- 2010年に斉藤和義が発表した「ずっと好きだった」のミュージック・ビデオで「ルーフトップ・コンサート」を忠実に再現しており、2011年のスペースシャワー・ミュージックビデオアワードでベスト男性ビデオ賞を受賞した [51]。栃木県宇都宮市オリオン通りにあるビルの屋上で撮影されたこのビデオでは、斉藤がマッカートニー役、リリー・フランキーがレノン役、2丁拳銃の小堀裕之がハリスン役、濱田岳がスター役を演じている[52]。
- 2021年12月9日ノラ・ジョーンズが「ルーフトップ・コンサート」53周年を迎えるのを記念して、ニューヨークのエンパイア・ステート・ビルディングの屋上で自らのバンドと共にライヴ・パフォーマンスを行い「アイヴ・ガッタ・フィーリング」「レット・イット・ビー」を演奏した。この演奏は全世界にストリーミング配信された。また2022年1月28日にはジョーンズの公式YouTubeチャンネルで公開された[3]。
- 2022年1月29日、シルク・ドゥ・ソレイユの「The Beatles LOVE」が「Get Back」(LOVE Version)の「ルーフトップ・パフォーマンス・トリビュート・ビデオ」を公開した。このパフォーマンス・ビデオには、これまで15年に渡ってザ・ミラージュ・ラスベガスの観客を沸かせてきたステージの出演者たちが登場。シルク・ドゥ・ソレイユの公式YouTubeチャンネルでこのルーフトップ・トリビュート・パフォーマンスの舞台裏を撮影したメイキング・ビデオと共に公開された[3]。